# Quintuple
Quintuple è un termine calcistico inglese (in spagnolo quintuplete) che indica la vittoria di cinque competizioni ufficiali da parte di una squadra nell'arco di una stessa stagione sportiva o, più comunemente, di uno stesso anno solare.

## Quintuple internazionale
Di seguito sono elencate le squadre che hanno realizzato un quintuple con trofei internazionali.
 Ajax ( Paesi Bassi)
| Anno | Titoli                  |
| ---- | ----------------------- |
| 1995 | Eredivisie              |
| 1995 | Johan Cruijff Schaal    |
| 1995 | UEFA Champions League   |
| 1995 | Supercoppa UEFA         |
| 1995 | Coppa Intercontinentale |

 Liverpool ( Inghilterra)
| Anno | Titoli              |
| ---- | ------------------- |
| 2001 | FA Cup              |
| 2001 | Football League Cup |
| 2001 | Charity Shield      |
| 2001 | Coppa UEFA          |
| 2001 | Supercoppa UEFA     |

 Al-Ahly ( Egitto)
| Anno | Titoli                  |
| ---- | ----------------------- |
| 2006 | Egyptian Premier League |
| 2006 | Egypt Cup               |
| 2006 | Egyptian Super Cup      |
| 2006 | CAF Champions League    |
| 2006 | CAF Super Cup           |

 Barcellona ( Spagna)
| Anno | Titoli (*)            |
| ---- | --------------------- |
| 2009 | Primera División      |
| 2009 | Copa del Rey          |
| 2009 | Supercopa de España   |
| 2009 | UEFA Champions League |
| 2009 | Supercoppa UEFA       |

(*) A dicembre, vincendo la Coppa del mondo per club, ha centrato il sextuple.
 Inter ( Italia)
| Anno | Titoli                   |
| ---- | ------------------------ |
| 2010 | Serie A                  |
| 2010 | Coppa Italia             |
| 2010 | Supercoppa italiana      |
| 2010 | UEFA Champions League    |
| 2010 | Coppa del mondo per club |

 Barcellona ( Spagna)
| Anno | Titoli                   |
| ---- | ------------------------ |
| 2011 | Primera División         |
| 2011 | Supercopa de España      |
| 2011 | UEFA Champions League    |
| 2011 | Supercoppa UEFA          |
| 2011 | Coppa del mondo per club |

 Bayern Monaco ( Germania)
| Anno | Titoli                   |
| ---- | ------------------------ |
| 2013 | Fußball-Bundesliga       |
| 2013 | DFB-Pokal                |
| 2013 | UEFA Champions League    |
| 2013 | Supercoppa UEFA          |
| 2013 | Coppa del mondo per club |

 Barcellona ( Spagna)
| Anno | Titoli                   |
| ---- | ------------------------ |
| 2015 | Primera División         |
| 2015 | Copa del Rey             |
| 2015 | UEFA Champions League    |
| 2015 | Supercoppa UEFA          |
| 2015 | Coppa del mondo per club |

 Real Madrid ( Spagna)
| Anno | Titoli                   |
| ---- | ------------------------ |
| 2017 | Primera División         |
| 2017 | Supercopa de España      |
| 2017 | UEFA Champions League    |
| 2017 | Supercoppa UEFA          |
| 2017 | Coppa del mondo per club |

 Bayern Monaco ( Germania)
| Anno | Titoli (*)             |
| ---- | ---------------------- |
| 2020 | Fußball-Bundesliga     |
| 2020 | DFB-Pokal              |
| 2020 | UEFA Champions League  |
| 2020 | Supercoppa UEFA        |
| 2020 | Supercoppa di Germania |

(*) A febbraio, vincendo la Coppa del mondo per club, ha centrato il sextuple.
 Manchester City ( Inghilterra)
| Anno | Titoli                   |
| ---- | ------------------------ |
| 2023 | Premier League           |
| 2023 | FA Cup                   |
| 2023 | UEFA Champions League    |
| 2023 | Supercoppa UEFA          |
| 2023 | Coppa del mondo per club |

 Real Madrid ( Spagna)
| Anno | Titoli                       |
| ---- | ---------------------------- |
| 2024 | Primera División             |
| 2024 | Supercopa de España          |
| 2024 | UEFA Champions League        |
| 2024 | Supercoppa UEFA              |
| 2024 | Coppa Intercontinentale FIFA |

## Quintuple nazionale
Alcuni paesi come l'Irlanda del Nord, le isole Figi e Malta, per citarne solo alcuni, hanno diversi tornei ufficiali oltre ai classici campionato e coppa nazionale. Questo permette alle squadre di questi paesi di realizzare un quintuple anche vincendo solo competizioni nazionali.
A titolo esemplificativo si cita la squadra figiana del Ba, che nel 2006 è riuscita ad aggiudicarsi cinque trofei.
 Ba ( Figi)
| Anno | Titoli                       |
| ---- | ---------------------------- |
| 2006 | Campionato di calcio         |
| 2006 | Campionato interdistrettuale |
| 2006 | Coppa delle Figi             |
| 2006 | Battle of Giants             |
| 2006 | Champions versus Champions   |

## Quintuple mancati
Di seguito sono elencate le squadre che, avendo realizzato un quadruple, si sono classificate seconde in almeno una delle altre competizioni della stessa stagione sportiva e/o nello stesso anno solare, mancando così il quintuple:
- 1977:   Liverpool – vince la First Division, la Charity Shield, la Coppa dei Campioni e la Supercoppa UEFA ma perde la finale della FA Cup contro il Manchester United.
- 1992:   Barcellona - vince la Primera Division, la Supercoppa di Spagna, la Coppa dei Campioni e la Supercoppa UEFA, ma perde la Coppa Intercontinentale contro il San Paolo.
- 1994:   Milan - vince la Serie A, la Supercoppa italiana, la Champions League e la Supercoppa UEFA, ma perde la Coppa Intercontinentale contro il Velez Sarsfield.
- 1999:   Manchester Utd – vince la Premier League, la FA Cup, la UEFA Champions League e la Coppa Intercontinentale, ma perde la Charity Shield contro l'Arsenal e la Supercoppa UEFA contro la Lazio.
- 2004:   Porto – vince la Primeira Liga, la Supertaça Cândido de Oliveira, la UEFA Champions League e la Coppa Intercontinentale, ma perde la finale della Taça de Portugal contro il Benfica e la Supercoppa UEFA contro il Valencia.
- 2011:   Porto – vince la Primeira Liga, la Taça de Portugal, la Supertaça Cândido de Oliveira e la UEFA Europa League, ma perde la Supercoppa UEFA contro il Barcellona.
- 2014:   Real Madrid – vince la Copa del Rey, la UEFA Champions League, la Supercoppa UEFA e la Coppa del mondo per club, ma perde la Supercoppa di Spagna contro l'Atlético Madrid.

## Quintuple di nazioni
Si verifica quando le squadre di una stessa nazione si aggiudicano cinque competizioni internazionali nello stesso anno solare. L'Italia è l'unica nazione ad aver conseguito questo risultato.
In seguito all'abolizione della Coppa delle Coppe nel 1999, questo tipo di quintuple non è stato più realizzabile fino al 2021, anno di introduzione della nuova coppa europea stagionale, la UEFA Conference League.
| Anno | Paese  | Coppa dei Campioni | Coppa delle Coppe | Coppa UEFA | Supercoppa UEFA | Coppa intercontinentale |
| ---- | ------ | ------------------ | ----------------- | ---------- | --------------- | ----------------------- |
| 1990 | Italia | Milan              | Sampdoria         | Juventus   | Milan           | Milan                   |